# Phact
Phact (alpha Columbae) is de helderste ster in het sterrenbeeld Duif (Columba). Het is een type B subreus.
De ster staat ook bekend als Phaet, Phakt en Phad.

## Culminatie van Alpha Columbae
Alhoewel Alpha Columbae tijdens de culminatie, gezien vanuit de Benelux, tot slechts 5 graden boven de zuidelijke horizon klimt, kan deze ster alsnog waargenomen worden. Verrekijkers of telescopen zijn daarbij aan te raden. Alpha Columbae culmineert samen met de zich 32 graden noordelijker bevindende ster Zeta Orionis (Alnitak), de oostelijkste component van de drie gordelsterren van het equatoriale sterrenbeeld Orion.